# Tamara Nikolajewna Borosdina-Kosmina
Tamara Nikolajewna Borosdina-Kosmina, geboren Borosdina, (russisch Тамара Николаевна Бороздина-Козьмина; * 19. Augustjul. / 31. August 1889greg. in Kostroma; † 4. Januar 1959 in Moskau) war eine russische bzw. sowjetische Ägyptologin.

## Leben
Borosdina stammte aus einer Adelsfamilie und absolvierte in Moskau das Alexander-Maria-Institut für adlige Mädchen.
Darauf studierte Borosdina an Wladimir Guerriers Moskauer Höheren Kursen für Frauen in der Historisch-Philosophischen Abteilung und in der Kunstgeschichte-Abteilung. Unter dem Einfluss ihres älteren Bruders Ilja Borosdin, der das Studium an der Universität Moskau (MGU) in der Historisch-Philologischen Fakultät abschloss, verfasste sie während des Studiums wissenschaftliche Aufsätze insbesondere über das alte Ägypten, das antike Griechenland und das antike Rom, die 1912 in Iwan Sytins Volksenzyklopädie erschienen. Ihr Bruder machte sie auch mit dem Ägyptologen Boris Turajew bekannt. Nach der Eröffnung des Museums der Schönen Künste (GMII) an der MGU mit der von Turajew betreuten ägyptischen Golenischtschew-Sammlung wurde sie dort sogleich aufgenommen und begann das Studium der Ägyptologie.
Nach dem Abschluss des Studiums an den Höheren Kursen bereitete sich Borosdina auf eine Professur vor, indem sie bei Turajew Ägyptologie und bei Wladimir Malmberg Kunstgeschichte vertieft studierte. Sie erlernte die Altägyptische Sprache und Schrift und außerdem Althebräisch, Französisch, Deutsch, Englisch und Italienisch. Im Museum der Schönen Künste arbeitete sie als außerplanmäßige Assistentin.
Während der Oktoberrevolution wurde das Museum teilweise beschädigt. Darauf wurde eine Kommission zur Sicherung und Erhaltung des Museums gebildet, der auch Borosdina angehörte. Zwei Jahre später erschien ihre Broschüre über den altägyptischen Tanz. Auf Vorschlag Turajews wurde sie 1920 wissenschaftliche Mitarbeiterin der Moskauer Akademie für Geschichte der Materiellen Kultur.
Nach dem Tod Turajews am 23. Juli 1920 blieb seine Stelle unbesetzt, und Borosdina wurde die kommissarische Leiterin der ägyptischen Sammlung im Museum der Schönen Künste. Mit anderen organisierte sie 1922 den ersten Ägyptologenkongress in Moskau. Ihr gelang 1927 der Erwerb einer seltenen Ausgabe der Ergebnisse der von Karl Richard Lepsius durchgeführten Expedition von der Witwe des Architekten Roman Klein für die Museumsbibliothek. Mit großer Sorgfalt inventarisierte, dokumentierte und untersuchte sie alle Objekte der ägyptischen Sammlung, zu der auch ein Koptischer Saal gehörte. Sie wurde 1930 oder 1931 aufgrund ihrer persönlichen Gesundheitserklärung aus dem Dienst entlassen.
Borosdina war mit dem Historiker und Orientalisten Boris Kosmin verheiratet und hatte drei Söhne.